# Savannah (Missouri)
Savannah – miasto w Stanach Zjednoczonych, w stanie Missouri, siedziba administracyjna hrabstwa Andrew.